# Diggers (theatergroep)
De Diggers was een groep van radicale, anarchistische kunstenaars die in het midden van de jaren 60 grote invloed had op een opkomende subcultuur die zich onder meer uitte in de Summer of Love. Oorspronkelijk leden van een theatergroep met de naam Mime Troup, zagen de Diggers hun missie in een veel breder maatschappelijk verband. In 1966 organiseerden ze zogenaamde Free Fairs; gratis straatfestivals. En 'free' was ook de kern van hun opvattingen over de maatschappij (ze ontleenden hun naam aan de Engelse Diggers: een beweging in het Groot-Brittannië van de zeventiende eeuw die een maatschappij voorstond zonder privébezit en monetair systeem).
Met slogans als "Do your own thing" en "Today is the first day of the rest of your life" gaven de Diggers uiting aan hun opvattingen, maar ze organiseerden ook bijeenkomsten waar gratis brood werd uitgedeeld en openden hun eigen winkels waar alle producten gratis waren. Ook richtten zij de eerste gratis medische kliniek in. Van een toepasselijke symboliek was hun begrafenis van de Mighty Dollar.
Dat de nieuw ontstane tegencultuur snel het voorwerp van commerciële exploitatie werd was de Diggers dan ook een doorn in het oog. De begrafenis van de Mighty Dollar kreeg daarom een opvolger in The Death of the Hippie; een ceremonie waarbij de hippie begraven werd. Het tragische van deze ceremonie was dat de Diggers daarmee een fenomeen begroeven dat ze zelf mede hadden gecreëerd.